# Emil Karanikolov
Emil Karanikolov (Емил Караниколов, en bulgare), né le 3 juin 1980 à Sofia, est un homme politique bulgare. Il est ministre de l'Économie depuis le 4 mai 2017.